# Horace Raisson
Horace-Napoléon Raisson, né en 1798 à Paris où il est mort en juin 1854, est un journaliste et écrivain français.

## Biographie
En 1818, Horace Raisson est employé au ministère des Finances, mais il se fait renvoyer en 1822 en raison de son libéralisme. Il débute alors une activité journalistique et éditoriale, il devient critique d’art et de théâtre à la revue Pilote en 1823, participe la même année à la création du Diable boiteux et fonde en 1824 le Feuilleton littéraire.
Il publie à son nom des livres d'histoire pour le grand public : Histoire de la guerre d’Espagne en 1823 (1827), Histoire de la famille Bonaparte, de 1260 à 1830 (1830), Histoire populaire de la révolution (1831), entre autres, ainsi que des codes et manuels reflétant les usages du temps, genre alors très à la mode. Raisson s’en fait une spécialité en publiant entre 1827 et 1854 le Code gourmand, manuel complet de gastronomie, le Code civil, manuel complet de la politesse, le Code de la toilette, le Code galant ou art de conter fleurette, etc.
Pour publier autant d'ouvrages, Raisson s'entoure d'un grand nombre de collaborateurs dans ce qui constitue un véritable atelier littéraire. Parmi eux, Amédée de Bast, Louis-François Raban ou J. Rousseau. Mais sa plus grande découverte reste Honoré de Balzac, lequel signera plusieurs ouvrages attribués à Raisson, comme par exemple le Code des gens honnêtes (1825).
Raisson était l'un des plus anciens camarades d'Eugène Delacroix, qui l’avait connu vers 1816.